# Guatteria rigida
Guatteria rigida är en kirimojaväxtart som beskrevs av Robert Elias Fries. Guatteria rigida ingår i släktet Guatteria och familjen kirimojaväxter. Inga underarter finns listade i Catalogue of Life.